# Xima Auto Refit Works
Xima Auto Refit Works (in Langform Fengtai District Xima Auto Refit Works) war ein Hersteller von Automobilen aus der Volksrepublik China. Eine andere Quelle gibt die Namen People’s Liberation Army (Jiefangjun) Xima Assembly Works, Beijing Beijing Fengtai District Xima Assembly Works und Beijing Anhua Xima Assembly Works an.

## Unternehmensgeschichte
Das Unternehmen aus dem Stadtbezirk Fengtai von Peking begann 1991 mit der Produktion von Automobilen. Der Markenname lautete Xima. Im gleichen Jahr endete die Produktion. Insgesamt entstanden etwa 500 Fahrzeuge.

## Fahrzeuge
Das einzige Modell war der Xima XM 5020. Er basierte auf einem Modell von Huaxing Automobile Group. Das Fahrzeug war 387 cm lang und ähnelte dem Toyota Starlet. Ein Motor mit 797 cm³ Hubraum trieb die Fahrzeuge an.